# Astragalus gaubae
Astragalus gaubae là một loài thực vật có hoa trong họ Đậu. Loài này được Bornm. miêu tả khoa học đầu tiên.